# Guariment de l'obsés
El Guariment de l'obsés o  El miracle de l'obsés (en italià: Il miracolo dell'ossesso), també anomenat Miracle de la relíquia de la creu (Miracolo della relíquia della Croce al ponte di Rialto), és un dels quadres més coneguts del pintor italià Vittore Carpaccio. Està realitzat en oli sobre llenç, i va ser pintat el 1494; actualment es troba a la Galeria de l'Acadèmia de Venècia.
Es va realitzar per a l'Escola de Sant Joan Evangelista. Aquesta és una obra de maduresa del pintor. El seu tema és una visió del Gran Canal de Venècia, ple de gent, embarcacions i color. Mostra l'antic pont de Rialto. L'escena està creada amb un tall asimètric: en primer pla a l'esquerra, la lògia plena de personatges mentre que a la dreta es veuen els palaus en escorç, seguint el curs del canal, el pont i les façanes dels palaus que s'entretallen contra el cel.